# Zýkait
Zýkait ist ein sehr selten vorkommendes Mineral aus der Mineralklasse der „Phosphate, Arsenate und Vanadate“. Es kristallisiert im orthorhombischen Kristallsystem mit der Zusammensetzung Fe43+[OH|SO4|(AsO4)3] · 15H2O, ist also chemisch gesehen ein wasserhaltiges Eisen-Arsenat mit Hydroxid und Sulfatkomplex als zusätzlichen Anionen.
Zýkait ist durchscheinend und entwickelt nur kleine, feinnadelige Kristalle bis etwa bis 0,02 Millimetern Länge. Meist findet er sich in Form von knolligen Mineral-Aggregaten bis etwa 3 Zentimetern Durchmesser oder als massige Hohlraumfüllungen. Zýkait ist grauweiß mit einem Stich ins Hellgelblichgrüne oder Bräunliche.

## Etymologie und Geschichte
Erstmals entdeckt wurde Zykait in der „Safary Mine“ bei Kaňk (Kutná Hora) in Tschechien und beschrieben 1978 durch F. Čech, J. Jansa, František Novák, die das Mineral nach Václav Zýka (* 1926), dem Direktor des Instituts für Rohmaterial in Kutná Hora bezeichneten.

## Klassifikation
Zýkait, das erst 1976 als eigenständiges Mineral anerkannt wurde, ist in der 8. Auflage der Mineralsystematik nach Strunz von 1977 noch nicht verzeichnet. Einzig im zuletzt 2018 überarbeiteten und aktualisierten Lapis-Mineralienverzeichnis nach Stefan Weiß, das sich aus Rücksicht auf private Sammler und institutionelle Sammlungen noch nach dieser alten Form der Systematik von Karl Hugo Strunz richtet, erhielt das Mineral die System- und Mineral-Nr. VII/D.05-060. In der „Lapis-Systematik“ entspricht dies der Klasse der „Phosphate, Arsenate und Vanadate“ und dort der Abteilung „Wasserhaltige Phosphate, mit fremden Anionen“, wo er zusammen mit Bukovskýit, Destinezit, Diadochit, Hilarionit, Pitticit und Sarmientit die unbenannte Gruppe VII/D.05 bildet.
Die seit 2001 gültige und von der International Mineralogical Association (IMA) verwendete 9. Auflage der Strunz’schen Mineralsystematik ordnet den Zýkait ebenfalls in die Klasse der „Phosphate, Arsenate und Vanadate“ und dort in die Abteilung der „Phosphate usw. mit zusätzlichen Anionen; mit H2O“ ein. Diese Abteilung ist allerdings weiter unterteilt nach der relativen Größe der beteiligten Kationen und dem Stoffmengenverhältnis der weiteren Anionen zum Phosphat-, Arsenat- bzw. Vanadatkomplex (RO4), so dass das Mineral entsprechend seiner Zusammensetzung in der Unterabteilung „Mit ausschließlich mittelgroßen Kationen; (OH usw.) : RO4 < 1 : 1“ zu finden ist, wo es als einziges Mitglied die unbenannte Gruppe 8.DB.45 bildet.
Auch die vorwiegend im englischen Sprachraum gebräuchliche Systematik der Minerale nach Dana ordnet den Zýkait in die Klasse der „Phosphate, Arsenate und Vanadate“ und dort in die Abteilung der „Phosphate“ ein. Hier ist er zusammen mit Pitticit in der „Pitticitgruppe“ mit der System-Nr. 43.05.03 innerhalb der Unterabteilung „Zusammengesetzte Phosphate etc., (Wasserhaltige zusammengesetzte Anionen mit Hydroxyl oder Halogen)“ zu finden.

## Kristallstruktur
Zýkait kristallisiert orthorhombisch, wobei die genaue Raumgruppe bisher nicht bestimmt wurde. Die Gitterparameter lauten a = 20,85 Å; b = 7,03 Å und c = 36,99 Å sowie 8 Formeleinheiten pro Elementarzelle.

## Bildung und Fundorte
Zýkait bildet sich sekundär als Verwitterungsprodukt aus Arsenopyrit und Pyrit in den Abraumhalden alter Bergwerke. Als Begleitminerale treten neben Arsenopyrit und Pyrit unter anderem noch Gips, Kaňkit, Limonit, Pitticit, Quarz und Skorodit auf.
Als seltene Mineralbildung konnte Zýkait bisher (Stand: 2012) nur an wenigen Fundorten nachgewiesen werden. Neben seiner Typlokalität „Safary Mine“ bei Kaňk trat das Mineral in Tschechien nur noch bei Jáchymov (Sankt Joachimsthal) auf.
In Deutschland fand sich Zýkait in den Gruben „Vereinigt Feld“, „Reiche Zeche“ und „Christbescherung“ bei Freiberg im sächsischen Erzgebirge und in Polen trat er bisher nur in der „Wilhelm Mine“ bei Stara Góra im Bober-Katzbach-Gebirge (Niederschlesien) zutage.